# Discocactus ferricola

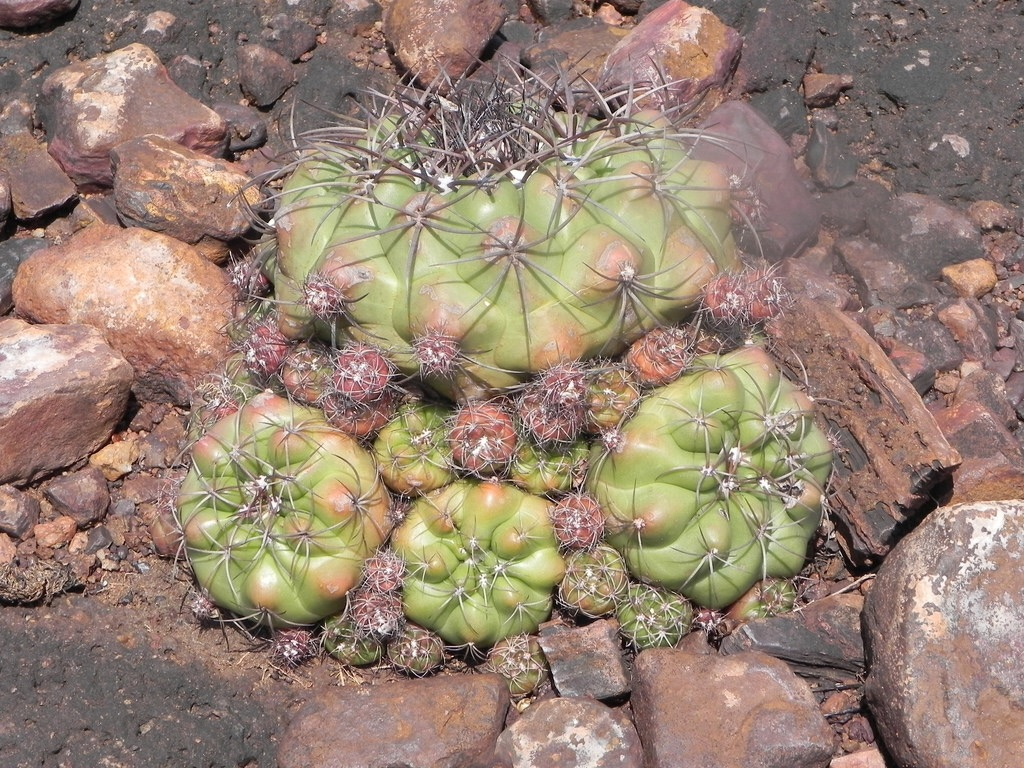
Discocactus ferricola, Corumba

Discocactus ferricola ist eine Pflanzenart aus der Gattung Discocactus in der Familie der Kakteengewächse (Cactaceae). Das Artepitheton ferricola leitet sich von den lateinischen Worten ferrum für ‚Eisen‘ sowie -cola für ‚bewohnend‘ ab und verweist auf das Vorkommen der Art auf eisenreichen Böden.

## Beschreibung
Discocactus ferricola wächst einzeln mit dunkelgrünen, abgeflachten bis kugelförmigen Körpern, die Wuchshöhen von 8 bis 9 Zentimetern und Durchmesser von 20 bis 25 Zentimetern erreichen. Es sind 14 Rippen vorhanden, bei denen die Höcker deutlich erkennbar sind. Die darauf befindlichen eiförmigen Areolen sind schmutzig weiß. Ein Mitteldorn fehlt meist. Ist er vorhanden, erreicht er eine Länge von 1,2 bis 2,5 Zentimetern. Die 5 bis 8 Randdornen sind zwischen 4,5 und 5 Zentimeter lang und vergrauen im Alter. Das aus weißer Wolle und dunkelgrauen, bis 5 Zentimeter langen Borsten gebildete Cephalium wird bis zu 7 Zentimeter hoch und erreicht einen Durchmesser von 6,5 Zentimetern.
Die Blüten sind bis zu 5,5 Zentimeter lang. Die verlängerten bis keulenförmigen  Früchte sind grünlich cremefarben und 3 bis 4 Zentimeter lang.

## Verbreitung, Systematik und Gefährdung
Discocactus ferricola ist in der Nähe der brasilianischen Stadt Corumbá im Bundesstaat Mato Grosso do Sul verbreitet.
Die Erstbeschreibung erfolgte 1975 durch Albert Frederik Hendrik Buining und Arnold J. Brederoo. Ein nomenklatorisches Synonym ist Discocactus boliviensis subsp. ferricola (Buining & Brederoo) Guiggi (2020).
Discocactus ferricola wird in Anhang I des Washingtoner Artenschutz-Übereinkommen geführt. In der Roten Liste gefährdeter Arten der IUCN wird die Art als „Endangered (EN)“, d. h. als stark gefährdet geführt.

## Nachweise